# Storia dei New Orleans Saints

Il logo dei Saints.

I New Orleans Saints sono un club di football americano professionistico nato nel 1966 con sede a New Orleans, Louisiana, USA. Questa voce approfondisce la storia della franchigia dalla fondazione ad oggi.

## Anni sessanta
Alla città New Orleans fu assegnata una franchigia nella NFL il 1º novembre 1966, grazie a una combinazione di attivismo locale (in particolar modo di David Dixon e dei membri dei media locali, come l'editore sportivo del New Orleans States-Item Crozet Duplantier) e forza politica (il Senatore Russell Long e il membro del Congresso Hale Boggs, che avevano approvato la fusione tra NFL e AFL a patto che fosse assegnata una franchigia a New Orleans).

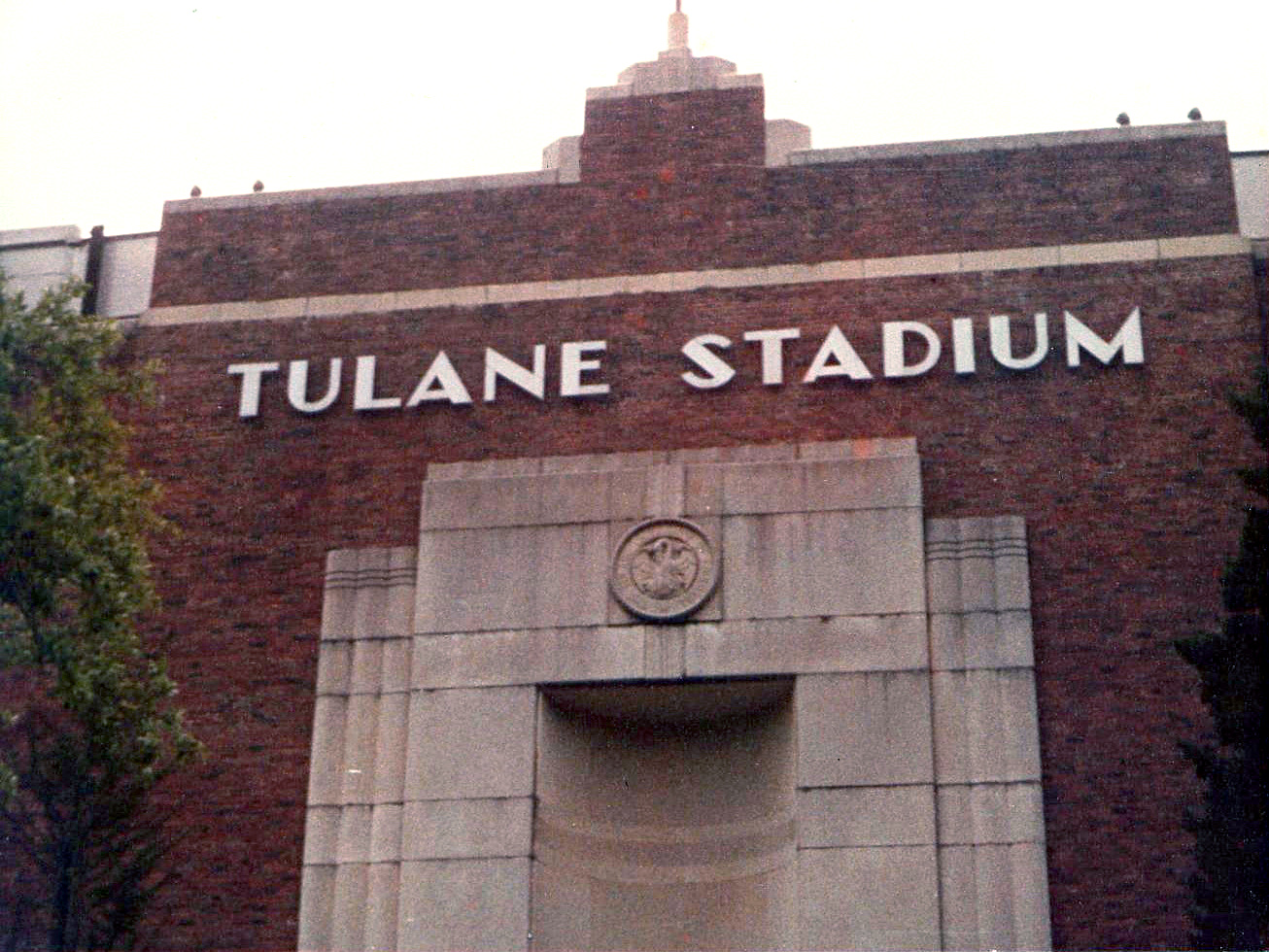
Il Tulane Stadium fu la prima casa dei Saints.

A dicembre, il petroliere John W. Mecom Jr. divenne il socio di maggioranza e presidente della squadra; più tardi, quel mese, Tom Fears fu nominato capo-allenatore. La squadra fu chiamata "Saints" perché nata nel Giorno di Ognissanti, un nome che si adattava a una squadra a in maggioranza cattolica. Il primo stadio della franchigia fu il Tulane Stadium, della capienza di più di 80.000 spettatori. Essa fu inserita nella Capitol Division della Eastern Conference assieme a Dallas Cowboys, Philadelphia Eagles e Washington Redskins. La squadra partì bene, vincendo cinque delle sei gare di pre-stagione, poi, nella prima giocata della stagione regolare 1967, il wide receiver John Gilliam ritornò il kickoff di apertura per 94 yard in touchdown. Ciò non fu però sufficiente alla squadra, che fu sconfitta dai Los Angeles Rams, 27-13. La prima vittoria giunse il 5 novembre, battendo gli Eagles 31-24. La prima stagione terminò con un record di 3-11, il secondo peggiore della lega dietro Washington. All'epoca, tuttavia, le tre vittorie dei Saints pareggiarono il massimo della storia per una franchigia al debutto.
Le successive annate ebbero epiloghi simili. Migliorarono leggermente nel 1968, terminato sul 4-9-1 giocando nella Century Division contro Cleveland Browns, St. Louis Cardinals e Pittsburgh Steelers; nel 1969 fecero ritorno nella Capitol Division (con gli stessi componenti del 1967) finendo con un bilancio di 5-9.

## 1970-1974
La stagione 1970 vide un altro spostamento di divisione per i Saints dopo la fusione tra AFL e NFL. I Saints furono inseriti nella NFC West, dove sarebbero rimasti fino al 2001. Anche i loro avversari di division originari Atlanta Falcons, Los Angeles (poi trasferitisi a St. Louis) Rams e San Francisco 49ers vi sarebbero rimasti fino al 2001 (con i Carolina Panthers che si unirono nel 1995), portando allo sviluppo di rivalità durature.

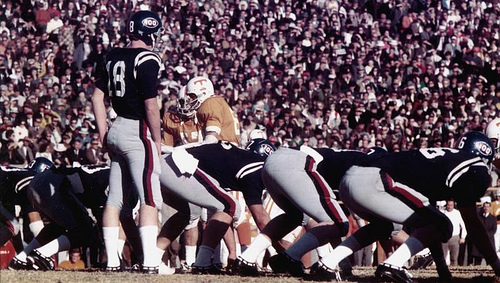
I Saints scelsero Archie Manning come 2º assoluto nel Draft '71.

La stagione partì male per i Saints. Dopo un record di 1-5-1 nelle prime sette gare, Fears fu licenziato e sostituito da J.D. Roberts il 3 novembre. Nella sua prima gara come allenatore, New Orleans si trovò in svantaggio con i Detroit Lions per 17-16 con il tempo che andava esaurendosi, quando Tom Dempsey segnò un field goal da 63 yard, un record NFL, vincendo la partita. L'impresa di Dempsey fu ancora più notevole in considerazione del fatto che era nato senza le dita del piede destro, quello con cui calciava. La vittoria dei Saints fu però l'ultima della stagione, terminando con un bilancio di 2-11-1, il peggiore della storia della giovane franchigia.
Nel Draft NFL 1971, i Saints ebbero la seconda scelta assoluta, dietro i Boston Patriots. Convinti della necessità di un quarterback di livello, scelsero Archie Manning dall'Università del Mississippi. Nel debutto stagione, Manning non deluse, passando 218 yard e un touchdown e segnandone un altro su corsa nella giocata finale, dando ai Saints la vittoria per 24-20 sui Rams. Quattro settimane dopo, Manning guidò a una vittoria a sorpresa per 24-14 sui Dallas Cowboys, la stessa squadra che sarebbe tornata al Tulane Stadium tre mesi dopo per vincere il Super Bowl VI contro i Miami Dolphins. Nel corso della stagione, Manning divise il posto di quarterback con il veterano Edd Hargett. Manning terminò la stagione con sei passaggi da touchdown e altri quattro segnati su corsa; fu sufficiente affidabile da essere nominato titolare indiscusso nella stagione successiva. Malgrado le sue buone prove però, il club terminò con un record di 4-8-2.
Nel 1972 i Saints persero le prime cinque partite e terminarono sul 2-11-1. Nella pre-stagione, Roberts fu licenziato e assunto John North, che ebbe due stagioni consecutive con un record di 5-9.

## 1975-1979

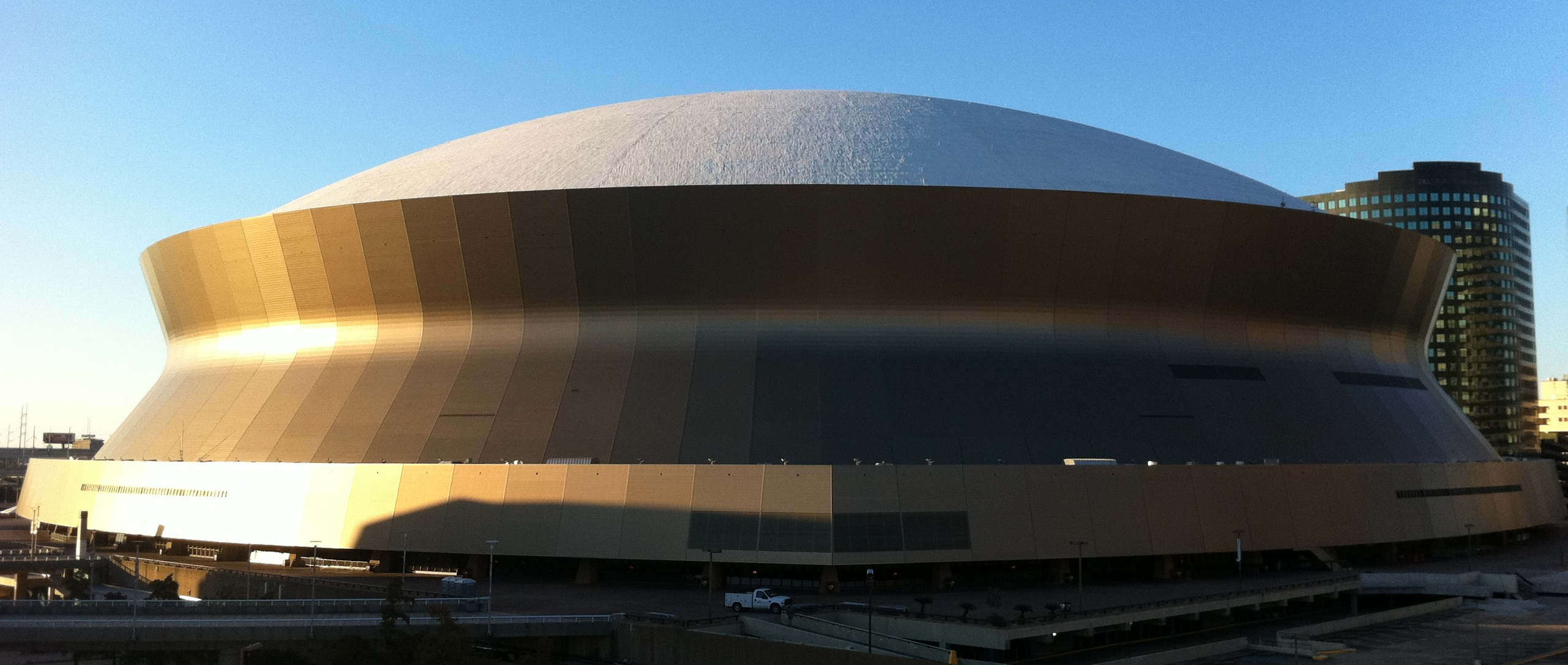
I Saints si spostarono al Louisiana Superdome nel 1975.

Nel 1975, i Saints si spostarono dal Tulane Stadium al Louisiana Superdome. Malgrado la nuova collocazione, terminarono solamente con un record di 2-12; North fu licenziato dopo sei partite e Ernie Hefferle fu nominato allenatore ad interim per le ultime otto gare dell'annata.
Per la stagione 1976, Hank Stram fu assunto come capo-allenatore: questi veniva da una carriera di grande successo (tre titoli AFL, una vittoria del Super Bowl) con i Kansas City Chiefs. Tuttavia, i suoi talenti si rivelarono inefficaci nella sua prima annata, coi Saints che terminarono sul record di 4-10; Manning perse l'intera stagione a causa di un'operazione chirurgica al gomito poco dopo l'assunzione di Stram, costringendo la squadra ad affidarsi alle riserve Bobby Scott e Bobby Douglass. Il 1977, non fu migliore, terminando sul 3-11, incluso una umiliante sconfitta per 33-14 contro i Tampa Bay Buccaneers l'11 dicembre: fu la prima vittoria nella storia dei Buccaneers dopo avere perso 26 partite consecutive.
Nel 1978, Stram fu sostituito da Dick Nolan. La stagione vide un miglioramento delle fortune della squadra: Manning disputò la sua miglior stagione fino a quel momento, passando 3.416 yard e 17 touchdown, venendo convocato per il primo Pro Bowl in carriera e nominato miglior giocatore della NFC da The Sporting News e UPI. La squadra terminò con un record di 7-9, il migliore della sua storia e avrebbe raggiunto i playoff se non fosse stato per due sconfitte nei secondi finali, una contro gli Atlanta Falcons e una contro i futuri vincitori del Super Bowl XIII, i Pittsburgh Steelers.
Il 1979, vide i Saints costruire sui successi dell'anno precedente. Dopo avere perso le prime partite, ne vinsero cinque delle successive sei, guidando la NFC West dopo nove gare. I Saints arrivarono alla gara del Monday Night Football contro gli Oakland Raiders su un record di 7-6. I loro rivali per il titolo di division, i Rams, erano sull'8-6. I Saints si portarono in vantaggio per 35-14, sembrando essersi assicurati la vittoria. La squadra però sprecò tutto il vantaggio e perse 42-35. La settimana successiva fu spazzata via per 35-0 al Superdome dai San Diego Chargers, concludendo le proprie speranze di playoff. I Saints, ad ogni modo, riuscirono a battere i Rams, che si sarebbero qualificati per il Super Bowl (nella loro ultima gara al Los Angeles Memorial Coliseum), terminando con un record di 8-8, il primo bilancio non negativo della loro storia. Fu inoltre la prima volta che New Orleans finì sopra al terzo posto nella division.

## 1980-1985
Nel 1980, i Saints iniziarono con notevoli aspettative, venendo da due stagioni di relativo successo. Si trovarono invece a lottare con una difesa quasi inesistente, malgrado un attacco di buon livello. Persero le prime 12 partite e Nolan fu licenziato e sostituito da Dick Stanfel, che perse due partite (inclusa una a San Francisco dove i Saints sprecarono un vantaggio di 28 punti). L'unica vittoria giunse contro i New York Jets, di un solo punto, con gli avversari che terminarono col secondo peggior record della lega. Questa partita fu ricordata anche per un episodio che coinvolse Archie Manning: mentre stava firmando autografi dopo la partita, un ragazzo corse verso di lui e gli rubò la cravatta (slacciata), cosa per cui fu multato per avere violato il codice di abbigliamento della NFL. I Saints persero l'ultima gara della stagione e terminarono con un record di 1-15, il peggiore della storia della lega col calendario a 16 partite. Tale negativo primato fu superato nel 2008 dai Detroit Lions (0-16).
Nel 1981, l'ex allenatore degli Houston Oilers Bum Phillips divenne il capo-allenatore. I Saints possedevano la prima scelta assoluta del Draft NFL 1981 con cui scelsero il running back vincitore dell'Heisman Trophy George Rogers da South Carolina. Rogers divenne il centro dell'attacco della squadra, disputando tutte le gare tranne una e correndo una media di 25 volte a partita e guidando la NFL con 1.674 yard corse. Tuttavia, queste prestazioni non furono sufficienti per rendere New Orleans una squadra vincente. La stagione finì con un record di 4-12, di cui due vittorie con i Rams, la prima volta che accadeva che i Saints battessero gli avversari di division in entrambe le gare della stagione dal 1970.
Nel 1982, i Saints firmarono l'ex quarterback degli Oakland Raiders e gli Houston Oilers Ken Stabler e scambiarono Archie Manning con gli Oilers. I Saints vinsero una delle prime due gare ma le successive sette furono cancellate per uno sciopero di giocatori. Quando la stagione riprese, i Saints vinsero due gare consecutive salendo a un record di 3-1 ma poi persero quattro gare consecutive, prima di vincere l'ultima. Avendo terminato con un record di 4-5, non riuscirono a raggiungere i playoff, occasionalmente allargati a 16 squadre.
Il 1983 vide il club migliorare rispetto alla stagione precedente, rimanendo attorno al 50% di vittorie per tutto ma perdendo un'occasione d'oro per raggiungere i playoff quando sprecarono un vantaggio di 17 punti nel quarto periodo contro i Jets, perdendo 31-28 nel Monday Night Football. La squadra si giocò le ultime speranze di raggiungere la post-season nell'ultima gara della stagione contro i Rams. Los Angeles segnò due touchdown su ritorno da intercetto, un altro su ritorno di punt e Mike Lansford segnò un field goal da 42 yard a sei secondi dal termine, dando i Rams la vittoria e i playoff e concludendo la stagione della franchigia della Louisiana. I Saints con un record di 8-8, pareggiarono il loro primato di franchigia.
Due mesi dopo il termine della stagione 1983, i Saints scambiarono la loro prima scelta nel Draft NFL 1984 coi New York Jets per il quarterback Richard Todd, malvisto nella Grande Mela per i troppi intercetti subiti e superato dal rookie Ken O'Brien. Durante la stagione 1984 New Orleans ottenne in uno scambio il running back futuro Hall of Famer Earl Campbell, che aveva guidato la lega in yard corse nelle prime stagioni in carriera agli Oilers, sotto la guida di Bum Phillips. I Saints ottennero la loro prima vittoria nel Monday Night Football battendo i Pittsburgh Steelers al Superdome, ma una striscia di tre sconfitte nel finale di stagione li fece scivolare a un record di 7-9.
La più grande notizia della stagione 1984 fu che John Mecom, proprietario della squadra da quasi vent'anni, la stava mettendo in vendita. Nacquero speculazioni per cui il nuovo proprietario avrebbe potuto trasferire la franchigia da New Orleans a Jacksonville, Florida. Il 31 maggio 1985 però, furono conclusi gli accordi per cedere il club a Tom Benson, un nativo di New Orleans, salvando il futuro della squadra in Louisiana.
Nel 1985, i Saints partirono con un record 3-2 ma poi persero sei gare consecutive. Bum Phillips si dimise dopo 12 partite e suo figlio Wade Phillips, coordinatore difensivo della squadra, fu nominato allenatore ad interim. I Saints terminarono con un bilancio di 5-11. Una nota positiva dell'annata fu l'emergere del quarterback nativo della Louisiana Bobby Hebert, che guidò i Saints a vittorie su Vikings e Rams nel finale di stagione. Hebert in precedenza aveva trascorso tre stagioni nella United States Football League con Michigan Panthers e Oakland Invaders, guidando i Panthers al titolo USFL nel 1983.

## 1986-1996: l'era di Jim Mora
Prima della stagione 1986, il proprietario dei Saints Tom Benson mise la sua impronta sulla squadra, compiendo due importanti assunzioni: la prima fu quella di Jim Finks, nominato presidente e general manager; poi nominò Jim Mora capo-allenatore. L'attacco dei Saints faticò nel corso dell'anno dopo che un infortunio tolse Bobby Hebert alla terza gara della stagione, ma grazie a una difesa rivitalizzata e al rookie Rueben Mayes, New Orleans salì a un record di 7-9.
I Saints iniziarono la stagione 1987 con un record di 1-1, a cui seguì un altro sciopero dei giocatori. Questa volta furono utilizzati giocatori di riserva fino al ritorno di quelli regolari, accorciando la stagione di una sola gara. I Saints vinsero due delle tre gare giocate con giocatori di riserva, guidati dal quarterback, nativo di New Orleans, John Fourcade. Quando tornarono i giocatori regolari, la loro prima gara fu contro i San Francisco 49ers. I Saints persero 24-22 ma quella fu la loro ultima sconfitta quell'anno. Il club iniziò una striscia di nove vittorie consecutive, un fatto degno di nota dal momento che non aveva mai vinto nove partite in una stagione. La sconfitta coi Niners costò però ai Saints la possibilità di vincere la division. Con un record di 12-3, la squadra si qualificò per i primi playoff della sua storia come wild card, pur avendo un record migliore di tutte le altre squadre vincitrici della propria division ad eccezione di San Francisco. I Saints ospitarono i Minnesota Vikings il 3 gennaio 1988. A inizio gara la squadra si portò in vantaggio per 7-0 ma Minnesota rispose salendo sul 31-10 alla fine del primo. I Vikings segnarono altri tredici punti nel secondo tempo, vincendo 44-10. Malgrado la sconfitta, i Saints furono premiati per i traguardi raggiunti: sei giocatori furono convocati per il Pro Bowl e Mora e Finks furono premiati rispettivamente come allenatore e dirigente dell'anno.
I Saints del 1988 ambivano a tornare ai playoff. Dopo avere iniziato la stagione con una sconfitta contro la loro nemesi, i 49ers, la squadra si riprese vincendo sette gare consecutive. Dopo di ciò, però, persero cinque delle successive sette. Vinsero l'ultima gara della stagione contro Atlanta ma furono esclusi dai playoff a causa della classifica avulsa.
Nel 1989, i Saints terminarono con un record di 9-7 ma a causa dell'alta competitività delle altre squadre della NFC, mancarono i playoff per due partite.
Nel 1990, New Orleans partì male, vincendo solamente due delle prime sette gare. Grazie a delle vittorie in partite equilibrate nel finale di stagione, riuscirono però a terminare con un record di 8-8 e a qualificarsi ai playoff, da quell'anno allargati a 6 squadre per conference. Nel primo turno incontro i Chicago Bears al Soldier Field venendo eliminati con un punteggio di 16-6.
Nel 1991, i giocatori di Mora iniziarono con una striscia di sette vittorie consecutive. Seguirono però cinque sconfitte nelle successive sette sfide, dando ad Atlanta e San Francisco una possibilità di centrare il titolo di division. New Orleans però vinse le ultime due partite e terminò con un record di 11-5 e il primo titolo di division della sua storia. Nel primo turno, il club si trovò al Superdome opposto ad Atlanta. I Falcons vinsero in rimonta eliminando i Saints con un 27-20.
Nel 1992, i Saints tentarono di difendere il proprio titolo di division, ma i loro odiali rivali, i 49ers, li batterono entrambi gli incontri dell'anno. San Francisco terminò così con un record di 14-2 mentre i Saints 12-4, costringendoli ancora ad affrontare il turno delle wild card nei playoff. Lì ospitarono i Philadelphia Eagles ma ancora una volta non riuscirono a sfruttare il vantaggio casalingo, perdendo per 36-20 la loro quarta gara di playoff in altrettante sfide.

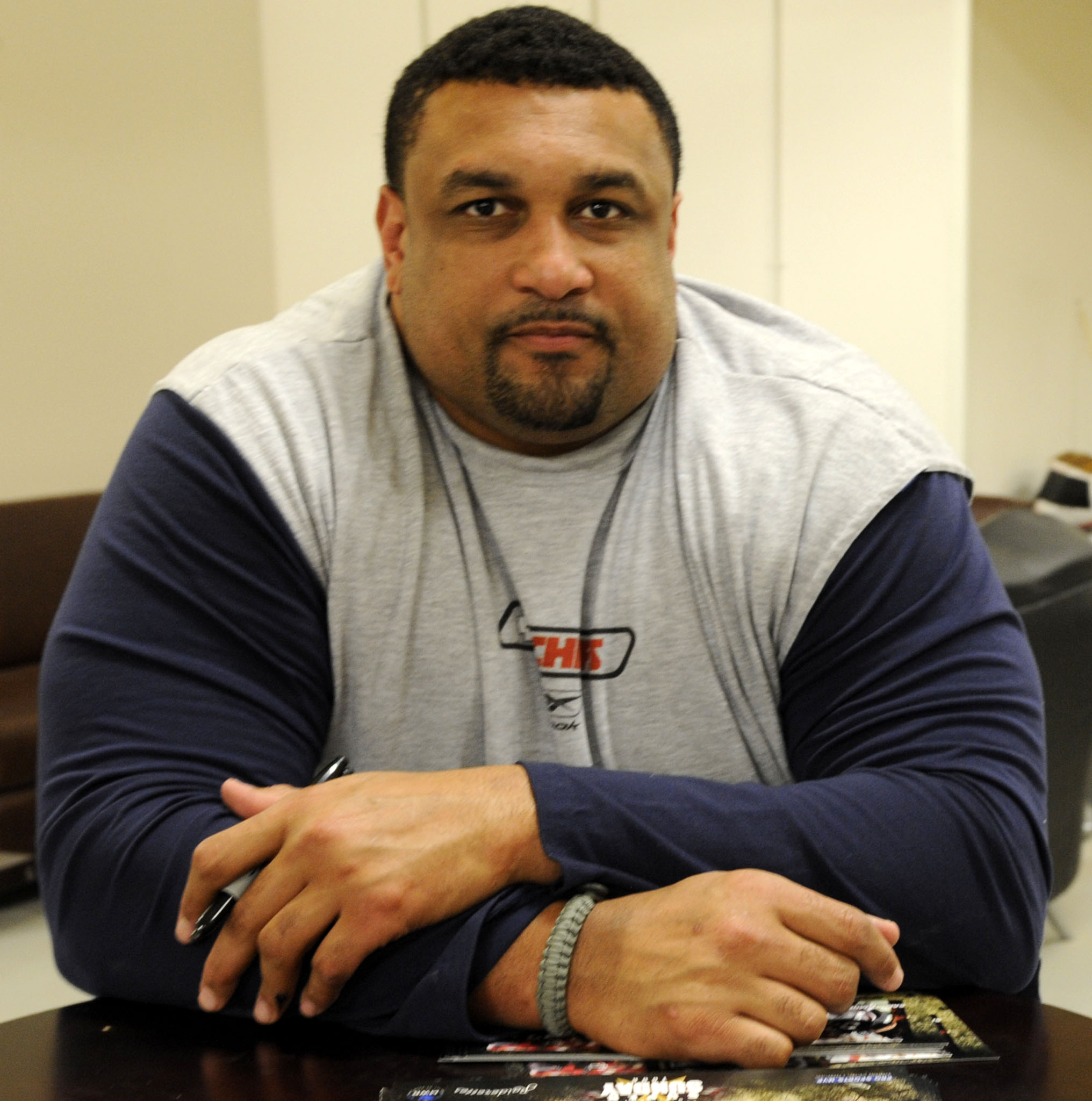
L'Hall of Famer Willie Roaf arrivò ai Saints nel 1993.

L'annata 1993 vide i Saints iniziare a declinare da regolare candidata ai playoff al fondo della lega ancora una volta. Iniziarono la stagione con un record di 5-0 ma persero otto delle successive undici, terminando con un record di 8-8 fuori dai playoff con una gara di ritardo.
Dopo sette stagioni consecutive senza un record negativo, la squadra tornò ad avere un saldo negativo nel 1994, iniziando con un record di 4-8 e finendo sul 7-9.
Nel 1995 i Saints terminarono ancora sul 7-9 nella NFC West, fresca dell'acquisizione dei neonati Carolina Panthers. A causa della classifica avulsa, la squadra finì all'ultimo posto della division dietro un expansion team.
Nel 1996, dopo che i Saints iniziarono con un record di 2-6, Mora si dimise dopo più di dieci anni con la franchigia. Terminò la sua esperienza in Louisiana con 93 vittorie e 78 sconfitte, rendendolo allora nettamente il più vincente allenatore dei Saints di sempre. Le sue 93 vittorie erano più di quante ne avesse vinte in precedenza la franchigia in tutta la sua storia. Rick Venturi fu nominato capo-allenatore ad interim ma ebbe ancora meno successo di Mora quell'anno, terminando con un bilancio parziale di 1-7 e terminando sul 3-13, il peggior record del club dal 1980.

## 1997-1999: l'era di Mike Ditka
Prima della stagione 1997, Tom Benson nominò il leggendario allenatore dei Chicago Bears Mike Ditka capo allenatore di New Orleans, portando ottimismo sul fatto che avrebbe guidato i Saints a vincere il Super Bowl proprio come aveva fatto coi Bears. Tuttavia, il periodo con Ditka si sarebbe rivelato tumultuoso.

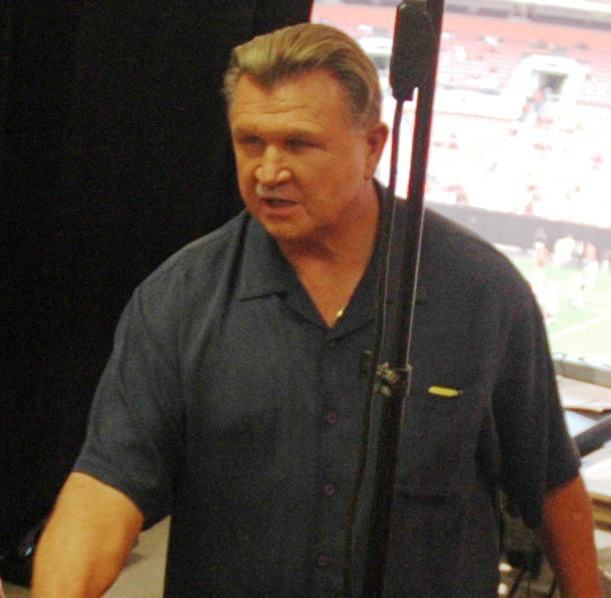
Mike Ditka allenò i Saints per tre turbolente stagioni.

Nel 1997 Ditka portò la squadra a un record di 6-10, un miglioramento di tre gare rispetto all'annata precedente; la squadra fu caratterizzata da una forte difesa (ancorata dal defensive end Joe Johnson, dal middle linebacker Winfred Tubbs e dal cornerback veterano Eric Allen, tra gli altri) e da un attacco inconsistente.
La stagione 1998 fu ancora più caotica. Il quarterback titolare Billy Joe Hobert si infortunò per tutto l'anno nella prima gara della stagione contro i St. Louis Rams. Più avanti la squadra firmò il quarterback Kerry Collins che era stato svincolato dai Carolina Panthers in precedenza. Collins fu inconsistente come titolare, inclusa una sconfitta per 31-17 contro i suoi ex Panthers, ancora a secco di vittorie, ma salì anche in cattedra in una vittoria a sorpresa per 22-3 sui Dallas Cowboys, il punto più alto della stagione, prima di essere spostato in panchina nella settimana 17 contro i Buffalo Bills. Le sue cattive prestazioni e un pubblicizzato arresto per guida in stato di ebbrezza, portarono Ditka a non volerlo rimettere sotto contratto. La squadra terminò ancora con un record di 6-10.
Nei mesi che precedettero il Draft NFL 1999, Ditka si innamorò dei running back dei Texas Longhorns Ricky Williams, vincitore dell'Heisman Trophy che stabilì il record NCAA per yard corse in carriera. Ditka fece presente che avrebbe tentato di "scambiare il suo intero draft" per l'atleta; in possesso della tredicesima scelta assoluta, i Saints ebbero bisogno di operare un grosso scambio per salire in posizione utile per sceglierlo.
L'occasione giunse quando gli Indianapolis Colts scelsero da Miami il running back Edgerrin James come quarto assoluto. I Saints orchestrarono uno scambio a tre coi Washington Redskins e i Chicago Bears portando a New Orleans la quinta scelta assoluta dei Redskins, con cui presero Williams, per tutte le loro rimanenti scelte del draft 1999 e le scelte del primo e terzo giro del 2000.
Lo scambio attirò reazioni miste dai tifosi dei Saints. Nei giorni dopo il draft, Ditka predisse che la sua squadra avrebbe raggiunto il Super Bowl.
Gli umori dei tifosi iniziarono a delinearsi contro Ditka quando divenne evidente che la sua previsione non si sarebbe avverata. La stagione NFLS|1999 dei Saints sarebbe stata caratterizzata da inconsistenza nel ruolo di quarterback, una difesa inadeguata e un arrancante Williams, che lotto contro un infortunio al ginocchio e uno al gomito nella sua stagione da rookie. La squadra terminò con un record di 3-13 e Benson ne ebbe abbastanza: poco dopo il termine dell'ultima gara licenziò Ditka, l'intero staff degli allenatori e il general manager Bill Kuharich.
L'era Ditka New Orleans vide alternarsi sette differenti quarterback come titolari in tre anni (Heath Shuler, Danny Wuerffel, Doug Nussmeier, Billy Joe Hobert, Billy Joe Tolliver, Kerry Collins e Jake Delhomme) e una difesa che passò dall'essere una delle prime dieci al fondo della lega in quasi ogni categoria statistica.

## 2000-2005: gli anni con Jim Haslett

### 2000
Per sostituire Ditka e Kuharich, Tom Benson scelse Randy Mueller, ex Seattle Seahawks, come general manager, e il coordinatore difensivo dei Pittsburgh Steelers Jim Haslett come capo-allenatore. Mueller rivoltò il roster, cercando di aggiungere dei free agent di talento: i wide receiver Jake Reed e Joe Horn, il quarterback Jeff Blake, il tight end Andrew Glover, il defensive tackle Norman Hand, il cornerback Fred Thomas, la safety Chris Oldham e il linebacker Darrin Smith, tra gli altri. In mancanza di un'alta scelta nel draft a causa dello scambio per ottenere Williams (una scelta che i Redskins usarono nel draft per il linebacker LaVar Arrington), New Orleans scelse il defensive end Darren Howard all'inizio del secondo giro.
Ispirato da Terrell Davis e dall'attacco dei Denver Broncos, il nuovo coordinatore offensivo Mike McCarthy implementò il cosiddetto "West Coast Offense" con Ricky Williams come punto focale: un attacco focalizzato sulle corse che poteva aprirsi a potenziali passaggi in profondità.
Dopo avere vinto una sola delle prime quattro gare, i Saints vinsero sei gare consecutive, trascinati da Williams e da una difesa opportunistica. La stagione 2000 vide l'emergere di Joe Horn, che in precedenza era stato un ricevitore di riserva ai Kansas City Chiefs, come il bersaglio principale di Blake.

Aaron Brooks guidò i Saints alla loro prima vittoria della storia nei playoff.

Le avversità tornarono però a colpire la squadra con gli infortuni di Williams e Blake, forzandola a giocare con atleti di riserva per tutto il resto dell'anno. L'infortunio di Blake diede l'opportunità al quarterback Aaron Brooks di guidare New Orleans a due vittorie cruciali in trasferta: una a sorpresa contro i St. Louis Rams campioni in carica e una sui San Francisco 49ers, mantenendo i Saints in vetta alla NFC West. Una vittoria nella settimana 16 contro gli Atlanta Falcons, accompagnata da una sconfitta dei Rams il giorno successivo, diede ai Saints un record di 10-5, la qualificazione ai playoff e il loro primo titolo di division dal 1991.
Nell'ultimo turno della stagione regolare, i Saints persero contro i Rams, dando il la a una rivincita tra le due squadre nel primo turno di playoff. Anche se persero Horn per infortunio all'inizio della gara, i Saints riuscirono a portarsi in vantaggio 31-7 nel quarto periodo grazie a tre passaggi da touchdown di Brooks per il wide receiver Willie Jackson. Il tentativo di rimonta dei Rams si interruppe quando il wide receiver di St. Louis wide Az-Zahir Hakim perse un fumble nel finale. Il fullback dei Saints Brian Milne lo recuperò e New Orleans si assicurò la prima vittoria di sempre ai playoff con un punteggio di 31-28.
Il ritorno di Ricky Williams la settimana successiva non impedì a New Orleans, tormentata dagli infortuni, di perdere contro i Minnesota Vikings. Malgrado la sconfitta 34-16, la stagione 2000 fu vista come uno straordinario successo da tifosi e media. Haslett e Mueller furono premiati rispettivamente come allenatore e dirigente dell'anno. Cinque Saints furono convocati per il Pro Bowl: Horn, il tackle sinistro Willie Roaf, i defensive linemen Joe Johnson e La'Roi Glover e il linebacker Keith Mittchell. Horn stabilì un record di franchigia con 1.340 yard ricevute. Malgrado l'infortunio, Williams corse mille yard e otto touchdown in 10 partite.

### 2001
Nelle cinque stagioni successive, i Saints fallirono nel rispettare le accresciute aspettative di tifosi e media. La stagione 2001 fu caratterizzata da inconsistenza, settimana dopo settimana, perdendo le ultime quattro partite con margini imbarazzanti e chiudendo sul 7-9.
A fine anno i Saints, che avevano scelto il running back Deuce McAllister nel primo giro del Draft NFL 2001, scambiarono il titolare Ricky Williams coi Miami Dolphins, facendo guadagnare alla squadra due scelte nel primo giro.

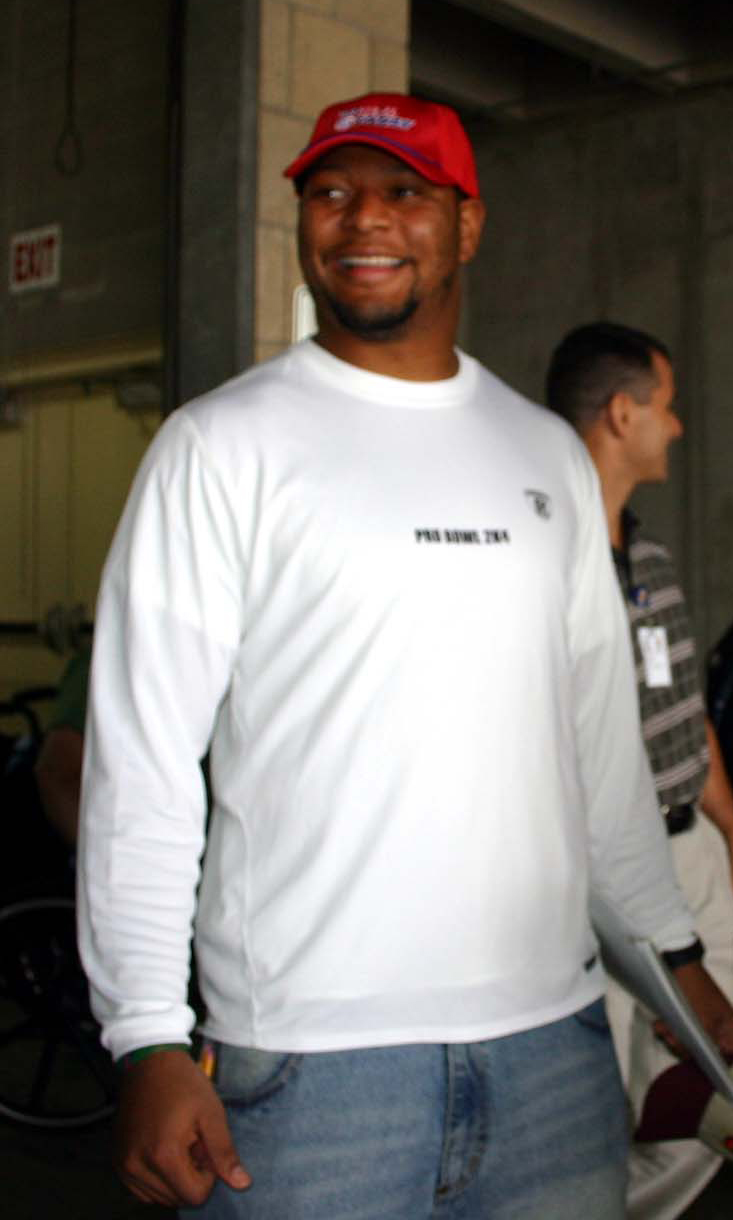
Deuce McAllister è il leader di tutti i tempi dei Saints per yard corse in carriera.

### 2002
La stagione 2002 iniziò in maniera promettente, con la squadra spostata nella nuova NFC South division, ma terminò in modo familiare. L'anno iniziò battendo tre squadre che l'anno precedente si erano qualificate per il playoff ma si concluse con una sconfitta contro i deboli Detroit Lions, oltre a che a tre sconfitte consecutive contro Minnesota, Cincinnati, in cui sarebbe bastata una sola vittoria per raggiungere i playoff. I Saints, dopo essere partiti sul 6-1, terminarono e 9-7 e ancora una volta mancarono la post-season.
Jim Haslett attirarono le ire di tifosi per non avere spostato in panchina il quarterback Aaron Brooks in favore del loro favorito Jake Delhomme nel finale di stagione. Brooks, rallentato da un infortunio alla spalla, nelle ultime sei partite completò solamente il 47% dei suoi passaggi, passando 6 touchdown, 5 intercetti e perdendo 6 fumble. A fine anno, Delhomme firmò con i Panthers, portandoli subito al Super Bowl XXXVIII, cosa che fece infuriare ancora maggiormente i tifosi di New Orleans.

### 2003
La stagione 2003 partì male per i Saints, perdendo quattro delle prime cinque gare, incluso un netto 55-21 in casa contro gli Indianapolis Colts, guidati dal quarterback nativo di New Orleans Peyton Manning che lanciò sei passaggi da touchdown umiliando i Saints in diretta nazionale. La squadra in qualche modo si riprese e terminò con un saldo di 8-8. McAllister corse un record in carriera di 1.641 yard.

### 2004
Il 2004 vide i Saints faticare a inizio anno. Dopo un record di 4-8 nelle prime 12 gare, il lavoro di Haslett apparve a rischio. Seguirono però tre vittorie consecutive (di cui due in trasferta) dando loro la possibilità di raggiungere un record di 8-8 e la qualificazione ai playoff. I Saints affrontarono Carolina (anch'essa sul 7-8) nella settimana 17. Oltre alla vittoria sui Panthers, i Saints avevano bisogno che almeno una delle due condizioni si verificasse: o che St. Louis pareggiasse o perdesse o che Seattle vincesse o pareggiasse e che Minnesota vincesse o pareggiasse. New Orleans, St. Louis e Minnesota disputavano tutte le loro gare alle ore 13 di quella domenica. I Saints batterono i Panthers 21-18, ma Minnesota perse con Washington (sempre con un punteggio di 21-18). Ciò significò che le speranze di New Orleans erano aggrappate alla gara tra Rams e New York Jets. La gara terminò ai supplementari in un paraggio 29-29. I Saints rimasero così fuori dai playoff e molti tifosi ritennero che Haslett sarebbe stato licenziato se non fosse stato per la sua striscia di quattro vittorie con cui concluse la stagione.

### 2005
Prima dell'inizio della stagione 2005 i Saints erano ottimisti sulla possibilità di costruire sulla base dei risultati della stagione precedente. Quando però colpì l'Uragano Katrina, la franchigia fu gettata nel caos assieme al resto della città. La squadra trasferì il suo quartier generale a San Antonio, Texas. I Saints sfruttarono l'onda emotiva battendo i Panthers 23-20 nella settimana 1. La lega decise che la squadra avrebbero giocato la prima gara casalinga al Giants Stadium, aggiungendo al danno la beffa, poiché i Saints si trovarono a giocare "in casa" proprio contro i New York Giants di fronte a una folla ostile. La squadra fu sconfitta 27-10. Le rimanenti gara casalinghe furono disputate all'Alamodome di San Antonio e al Tiger Stadium di Baton Rouge. I Saints persero contro Minnesota nella settimana 3 ma vinsero all'Alamodome su Buffalo la settimana successiva, portandosi su un record di 2-2. Furono poi spazzati via 52-3 a Green Bay da una squadra che era sul record di 0-4. La sconfitta coi Packers fu resa ancora peggiore dall'infortunio della loro stella, il running back Deuce McAllister. Alla fine i Saints terminarono la stagione con un record di 3-13. Nelle ultime partite, il quarterback Aaron Brooks fu messo in panchina (e poi scambiato con gli Oakland Raiders), facendo giocare la riserva Todd Bouman. A fine anno, Jim Haslett perse il proprio posto.

## 2006-2022: l'era di Drew Brees e Sean Payton

### 2006

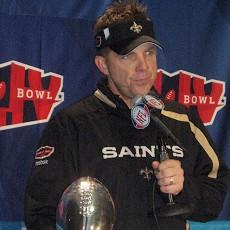
Sean Payton arrivò alla guida dei Saints nel 2006

I Saints del 2006 orchestrano uno dei più grandi cambi di rotta della storia della NFL. L'allenatore al primo anno Sean Payton, che veniva da Dallas come pupillo di Bill Parcells, fu assunto come sostituto di Haslett. La sua prima mossa fu di svincolare metà roster, incluso l'inconsistente quarterback Aaron Brooks.
I Saints furono aggressivi nella free agency, firmando l'ex quarterback dei San Diego Chargers Drew Brees, reduce da un'operazione ortopedica. Brees era stato sul punto di firmare con i Miami Dolphins ma il dottore della squadra mise in dubbio che il suo braccio avrebbe potuto recuperare per l'inizio di stagione. I Saints scommisero invece sul suo recupero e lo firmarono con un contratto pluriennale.
Alla vigilia del Draft NFL 2006, si sparse la notizia che gli Houston Texans non intendessero scegliere come primo assoluto il reclamizzato running back di USC Reggie Bush ma invece avessero deciso di puntare sul defensive end Mario Williams. Bush, che al college aveva attirato paragoni con Gale Sayers, fu scelto così dai Saints con la seconda chiamata. La squadra fece un altro colpo nel settimo giro quando scelse l'allora sconosciuto Marques Colston da Hofstra con la scelta numero 252.
Il 23 marzo, i Saints annunciarono che le due gare di pre-stagione casalinghe del 2006 sarebbero state giocate a Shreveport, Louisiana e Jackson, Mississippi. Dopo una ristrutturazione da 185 milioni di dollari dello storico stadio, il 6 aprile i Saints annunciarono che tutte le gare casalinghe della stagione si sarebbero disputate al Superdome. Il 19 settembre, il proprietario Benson annunciò che il Louisiana Superdome sarebbe stato esaurito in ogni gara della stagione (70.001 posti a sedere) per la prima volta nella storia della franchigia.

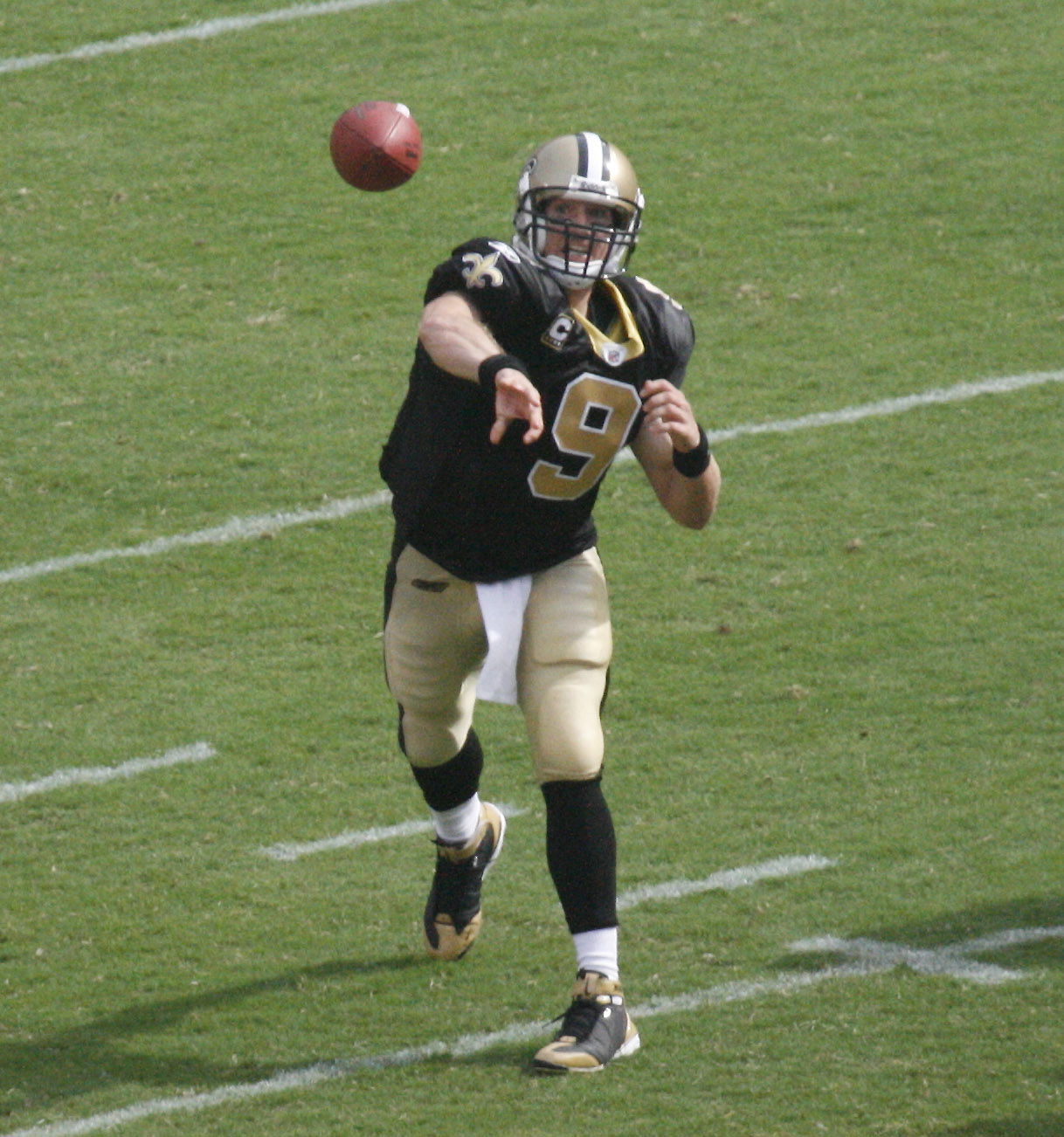
L'avvento di Drew Brees cambiò la storia della franchigia dei Saints.

Il 25 settembre 2006, nella prima gara giocata a New Orleans dopo l'uragano Katrina, i Saints vinsero 23–3 contro gli Atlanta Falcons, imbattuti fino a quel momento in stagione. Quella partita registrò in televisione il più alto indice di ascolto della storia di ESPN con 11,8 e fu vista in 10.850.000 case. Fu il più seguito programma della serata anche in via cavo e, all'epoca, il secondo programma più visto della storia della tv via cavo. I Green Day e gli U2 suonarono rispettivamente "Wake Me Up When September Ends" e "The Saints Are Coming" prima della partita. La gara ricevette il premio di Miglior Momento Sportivo del 2007 agli ESPY Awards. La gara è ricordata dai fan dei Saints per il punt bloccato di Steve Gleason a inizio partita terminato con un touchdown per New Orleans.
Il 17 dicembre 2006, i Saints ottennero il terzo titolo di division della loro storia, il primo nella NFC South. Per la prima volta nella storia i Saints raggiunsero questo traguardo durante una partita casalinga. Sean Payton divenne il secondo allenatore consecutivo dei Saints a vincere la division nella sua prima stagione. Dopo che i Philadelphia Eagles persero coi Dallas Cowboys il giorno di Natale del 2006, i Saints ricevettero la possibilità di saltare il primo turno per la prima volta nella loro storia.
Dopo aver saltato il primo turno, i Saints batterono i Philadelphia Eagles 27–24 al Superdome nei Divisional Playoff 2006. Nessuna squadra che veniva da un record così modesto nella stagione precedente (3–13) era andata così avanti dal 1999, quando i St. Louis Rams vinsero il loro primo Super Bowl dopo aver terminato 4–12 la stagione precedente. Questo fu il miglior playoff della storia per i Saints all'epoca. La stagione terminò il 21 gennaio 2007 quando i Saints persero 39–14 coi Chicago Bears nella finale della NFC.
New Orleans guidò la NFL in yard totali e in yard passate nel 2006. Drew Brees stabilì i nuovi record di franchigia per passaggi completati (356), passer rating (96.2) e yard passate (4.418). Tre giocatori furono convocati per il Pro Bowl: Brees, il defensive end Will Smith e l'offensive tackle Jammal Brown.

### 2007-2008
La stagione 2007 iniziò con la sfida in prima sera contro gli Indianapolis Colts campioni in carica, ma New Orleans fu battuta nettamente 41-10. Seguirono altre due sconfitte contro Tampa Bay Buccaneers e Tennessee Titans e un'altra in una gara equilibrata contro Carolina. La prima vittoria giunse nella settimana 6 contro i Seattle Seahawks 28-17. Dopo altre tre vittorie, vi furono due sconfitte, una vittoria contro i Carolina Panthers e un'altra gara persa contro i Buccaneers. La sconfitta della settimana 16 contro Philadelphia tolse le residue speranze di playoff. Una sconfitta contro i Chicago Bears nell'ultima gara della stagione fece chiudere New Orleans sul 7-9.
Nel 2008, i Saints iniziarono battendo i Buccaneers, prima di perdere tre delle successive quattro gare. New Orleans disputò poi una gara a Londra, dove batté San Diego 37-32. Nel resto della stagione si alternarono alti e bassi e con una sconfitta coi Panthers nella settimana 17, New Orleans concluse sull'8-8 di record.

### 2009: vittoria del Super Bowl

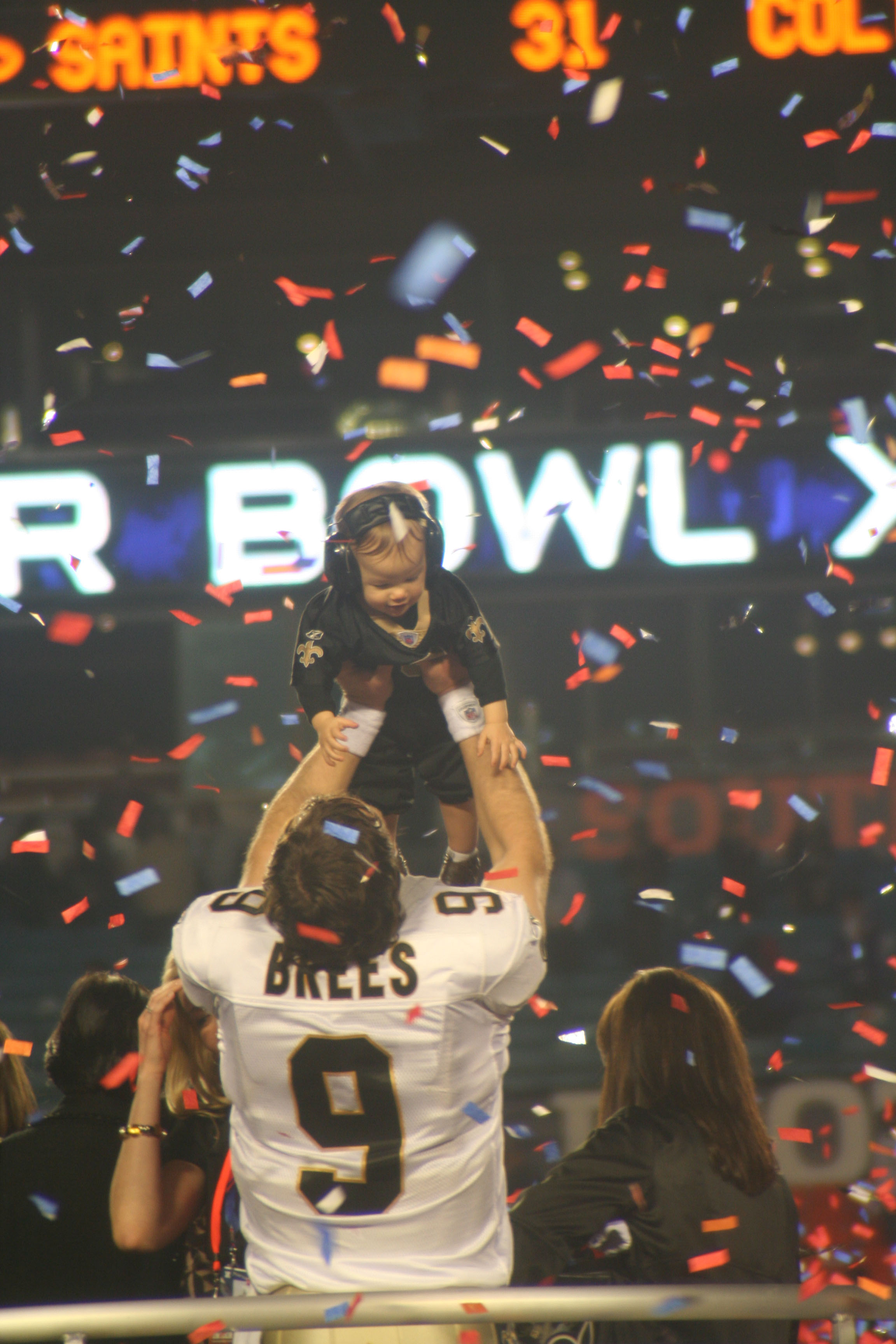
Drew Brees dopo la vittoria del Super Bowl XLIV il 7 gennaio 2010.

La stagione 2009 fu la più vincente della storia della franchigia e culminò con la prima vittoria del titolo contro gli Indianapolis Colts nel Super Bowl XLIV. La squadra iniziò la stagione con un record di 13–0, la miglior partenza della sua storia. Grazie a ciò la ottenne la possibilità di saltare il primo turno dei playoff. Vincendo le prime 13 partite, i Saints stabilirono, all'epoca, un record per la miglior partenza (13–0) di una squadra della NFC dalla fusione AFL-NFL, sorpassando il precedente record (12–0) detenuto dai Chicago Bears nel 1985. Dopo aver perso coi Dallas Cowboys nella settimana 15, essi terminarono la stagione con altre due sconfitte, in cui i Saints riposarono i propri titolari.
Nel secondo turno di playoff, New Orleans batté nettamente gli Arizona Cardinals per 45-14. Nella finale della NFC fu la volta di affrontare i Vikings. Le due squadre lottarono per quattro quarti, col quarterback di Minnesota Brett Favre che fu colpito diverse volte dalla linea difensiva di New Orleans e ci furono diverse penalità, timeout e replay di giocate dubbie. Anche se i Vikings non furono mai in svantaggio per più di un touchdown, non riuscirono mai a portarsi in vantaggio e mentre il quarto periodo andava esaurendosi con le squadre in parità, Favre lanciò un passaggio in mezzo al campo che fu intercettato dal cornerback dei Saints Tracy Porter. La gara giunse ai tempi supplementari e New Orleans ebbe il possesso del pallone dopo il lancio della monetina. Il kicker Garrett Hartley segnò un field goal da 40 yard, mandando i Saints al Super Bowl XLIV.
Gli sfavoriti Saints sconfissero i Colts 31–17 nel Super Bowl XLIV il 7 febbraio 2010. Drew Brees pareggiò il record del Super Bowl con 32 passaggi completati e vinse il premio di MVP della gara, passando 288 yard e 2 touchdown. Quello fu il primo titolo di campioni della lega nella storia dei Saints e tale vittoria rappresentò la resurrezione di tutta una città dopo la devastazione operata dall'uragano Katrina.

### 2010
I Saints del 2010 non riuscirono a mantenere l'intensità dell'anno precedente, iniziando la stagione con un record di 3-3, con Drew Brees che subì diversi intercetti e Garrett Hartley (l'eroe dei playoff 2009) che sbagliò diversi field goal.
Dopo la settimana di pausa, la squadra vinse quattro gare consecutive, prima di perdere contro i Baltimore Ravens nella settimana 15. Uno scontro del Monday Night contro gli Atlanta Falcons vide New Orleans vincere 17-14. Con un record di 11-5, i Saints raggiunsero i playoff come wild card. I Saints numero 5 del tabellone si recarono a Seattle per affrontare i Seahawks, la prima squadra della storia ad essersi qualificata ai playoff con un record negativo (7-9). In una delle più grandi sorprese della storia della lega, i Seahawks batterono i campioni in carica per 41-36, in una gara ricordata in particolare per una spettacolare corsa da 67 yard di Marshawn Lynch in touchdown che evitò diversi tentativi di placcaggio. A fine stagione, Reggie Bush fu scambiato coi Dolphins.

### 2011
Nella prima gara della stagione 2011, New Orleans perse contro i Packers campioni in carica. La squadra vinse poi tutte le gare successive, fino a una sconfitta nella settimana 6 contro Tampa Bay 26-20. Nella settimana 7, in una rivincita del Super Bowl XLIV, i Saints batterono i Colts privi di Peyton Manning per 62-7 con 5 passaggi da touchdown di Brees. Fu il record di franchigia per punti segnati in una gara e Brees stesso stabilì un altro primato dei Saints per passaggi da touchdown in una gara. Dopo un'inaspettata sconfitta contro i Rams ancora a secco di vittorie, New Orleans non perse più per il resto della stagione regolare. Nella penultima gara dell'anno, Drew Brees superò il record NFL di Dan Marino per yard passare in una stagione che resisteva da 27 anni. La stagione si concluse con un record di 13-3 e il terzo posto nel tabellone della NFC, con Brees che arrivò secondo nel premio di MVP della NFL dietro Aaron Rodgers. Inoltre, Darren Sproles stabilì il record NFL con un 2.696 yard totali guadagnate.

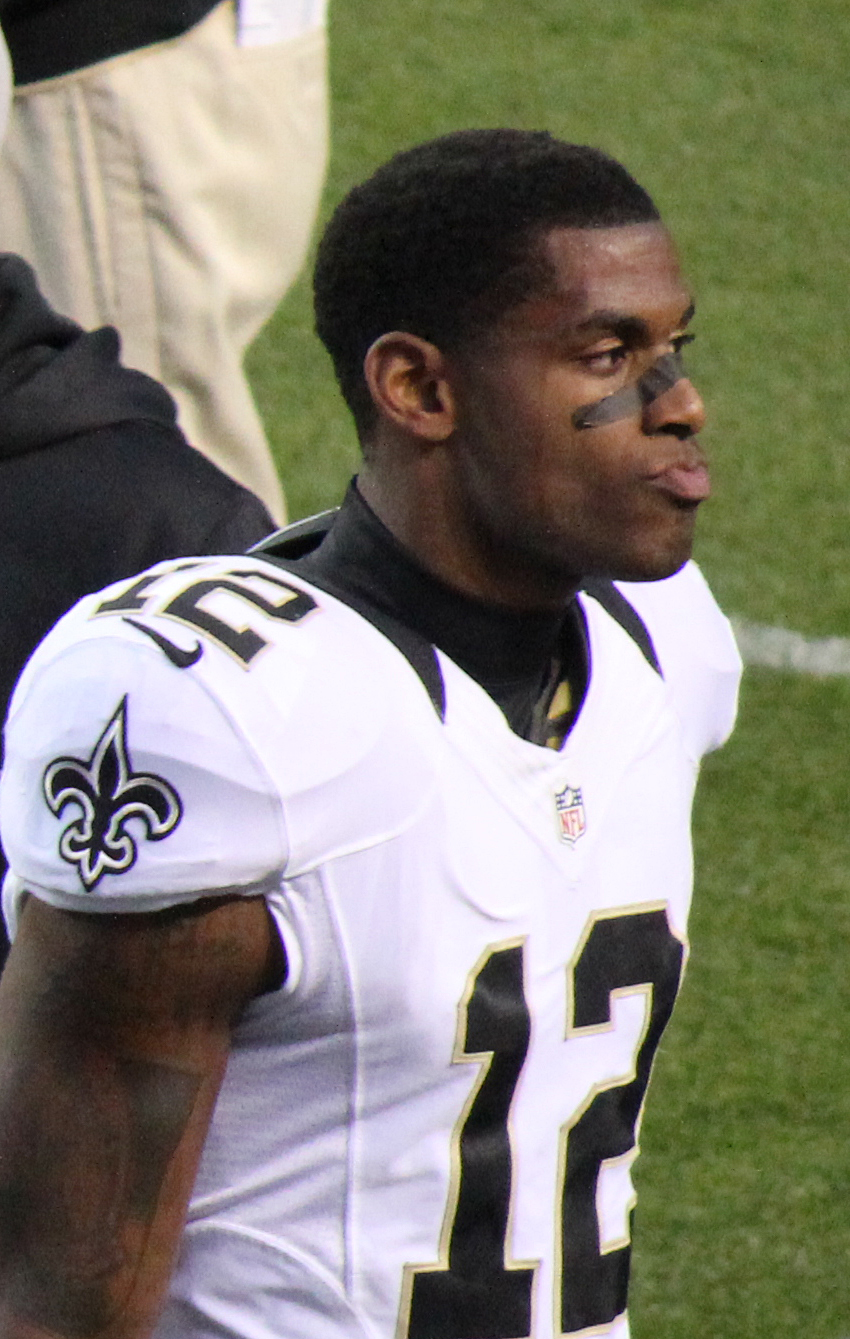
Marques Colston è il leader di tutti i tempi della franchigia per touchdown su ricezione e yard ricevute.

Nel turno delle wild card, i Saints ospitarono i Detroit Lions, al ritorno ai playoff per la prima volta dal 1999, battendoli 45-28. Nel turno successivo, la squadra volò a San Francisco per affrontare i 49ers numero 2 del tabellone. La squadra si trovò in difficoltà contro la difesa dei Niners, perdendo cinque palloni. I Saints si mantennero però in partita ma furono alla fine sconfitti per 36-32 in una delle sfide più spettacolari dell'anno quando il quarterback avversario Alex Smith lanciò un passaggio da touchdown da 14 yard a Vernon Davis a nove secondi dal termine.

### 2012: Lo scandalo delle taglie
Il 2 marzo 2012 la NFL annunciò di aver le prove che "tra i 22 e i 27 giocatori dei Saints", oltre all'ex coordinatore difensivo Gregg Williams, pagarono di tasca propria dei bonus legati alle prestazioni. Tra le altre cose, i giocatori furono scoperti ad incassare bonus per infortunare deliberatamente gli avversari. Fu anche scoperto che l'allenatore Sean Payton provò ad insabbiare la cosa e che lui e il general manager Mickey Loomis fallirono nel porlo a termine, come ordinato dal proprietario Tom Benson.
Le pene per i Saints furono severissime. Williams fu sospeso a tempo indefinito, Payton fu sospeso per l'intera stagione 2012 e Loomis sospeso per le prime 8 gare della stagione 2012. L'assistente capo-allenatore Joe Vitt fu sospeso per le prime 6 gare della stagione 2012. L'organizzazione dei Saints fu multata di 500.000 dollari e privata delle scelte del secondo giro del Draft NFL 2012 e 2013. Per quanto riguarda i giocatori, Jonathan Vilma fu sospeso per l'intera annata 2012, Will Smith e Anthony Hargrove (quest'ultimo trasferitosi ai Seattle Seahawks e poi ai Green Bay Packers), rispettivamente per quattro e otto giornate, e il linebacker Scott Fujita (da due stagioni ai Browns) con tre giornate di stop..
La stagione 2012 iniziò con quattro sconfitte consecutive con Washington Redskins, Carolina Panthers, Kansas City Chiefs e Green Bay Packers. I Saints riuscirono a riprendersi vincendo cinque delle successive sei gare, inclusa una contro i Falcons che fu la prima sconfitta della loro stagione. Dopo tre sconfitte contro San Francisco, Atlanta e New York Giants campioni in carica, i Saints vinsero due delle ultime tre gare, incluso un 41-0 contro Tampa Bay. La stagione si concluse con un record di 7-9, la prima con un record negativo dal 2007.
I Saints terminarono col miglior attacco sui passaggi della lega e il secondo miglior attacco totale ma furono anche ultimi nella difesa totale.

### 2013
Nella settimana 1 del 2013, gara del ritorno in panchina di Sean Payton dopo l'anno di sospensione, Saints superarono i Falcons 23-17. Seguirono una vittoria su Tampa Bay e una su Arizonain cui Brees che giocò l'ottava gara consecutiva da oltre 300 yard passate. Nel Monday Night successivo i Saints si mantennero imbattuti superando i Dolphins 38-17 con 413 yard e 4 TD di Brees.

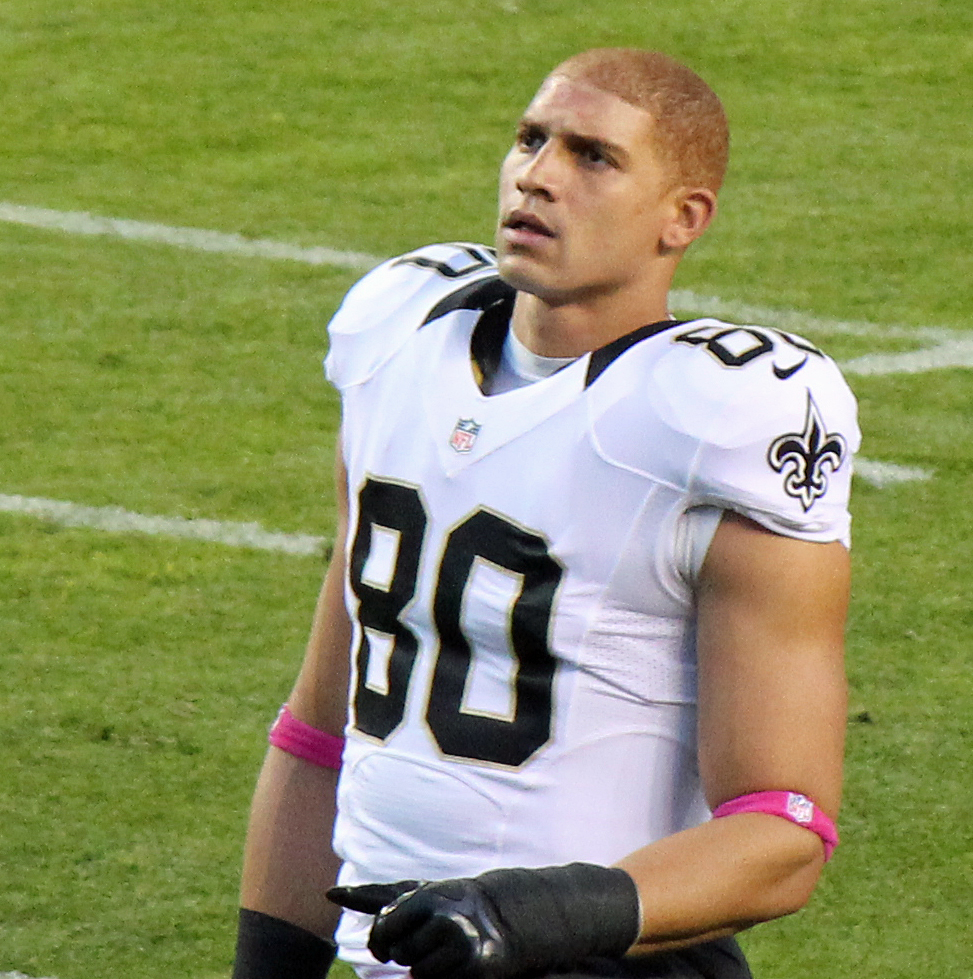
Nel 2013 Jimmy Graham guidò la lega con 16 touchdown su ricezione.

Nella settimana 5 vi fu la vittoria in trasferta contro i Bears, cui seguì la prima sconfitta stagionale contro i Patriots. Dopo la settimana di pausa i Saints si rifecero battendo i Bills con altri 5 touchdown di Brees.
Dopo un'inattesa sconfitta contro i Jets, i Saints si sbarazzarono dei Cowboys nella settimana 10 pareggiando il record NFL con 40 primi down convertiti. Fecero seguito due vittorie contro Atlanta e San Francisco, gara in cui Marques Colston divenne il leader di tutti i tempi della franchigia per yard ricevute superando il vecchio primato di 7.854 yard di Eric Martin che resisteva da vent'anni. La settimana successiva, i Saints ritrovarono i Seahawks per la prima volta dalla loro eliminazione nei playoff del 2010. Nell'attesa sfida tra le due squadre col miglior record della lega in quel momento, New Orleans fu battuta nettamente e Brees fece segnare diversi primati negativi dell'era Payton contro l'arcigna difesa degli avversari.
Nella settimana 14 i Saints tornarono alla vittoria interrompendo una striscia di otto vittorie consecutive dei Panthers. Nell'ultima gara della stagione i Saints batterono i Bucs con 4 touchdown passati da Brees e un quinto segnato su corsa. La stagione terminò con un record di 11-5, al secondo posto nella division dietro i Panthers, e una wild card per i playoff. La note più positive dell'annata furono il tight end Jimmy Graham che guidò la NFL con 16 touchdown su ricezione e il defensive end Cameron Jordan che si classificò al quinto posto della lega con 12,5 sack.

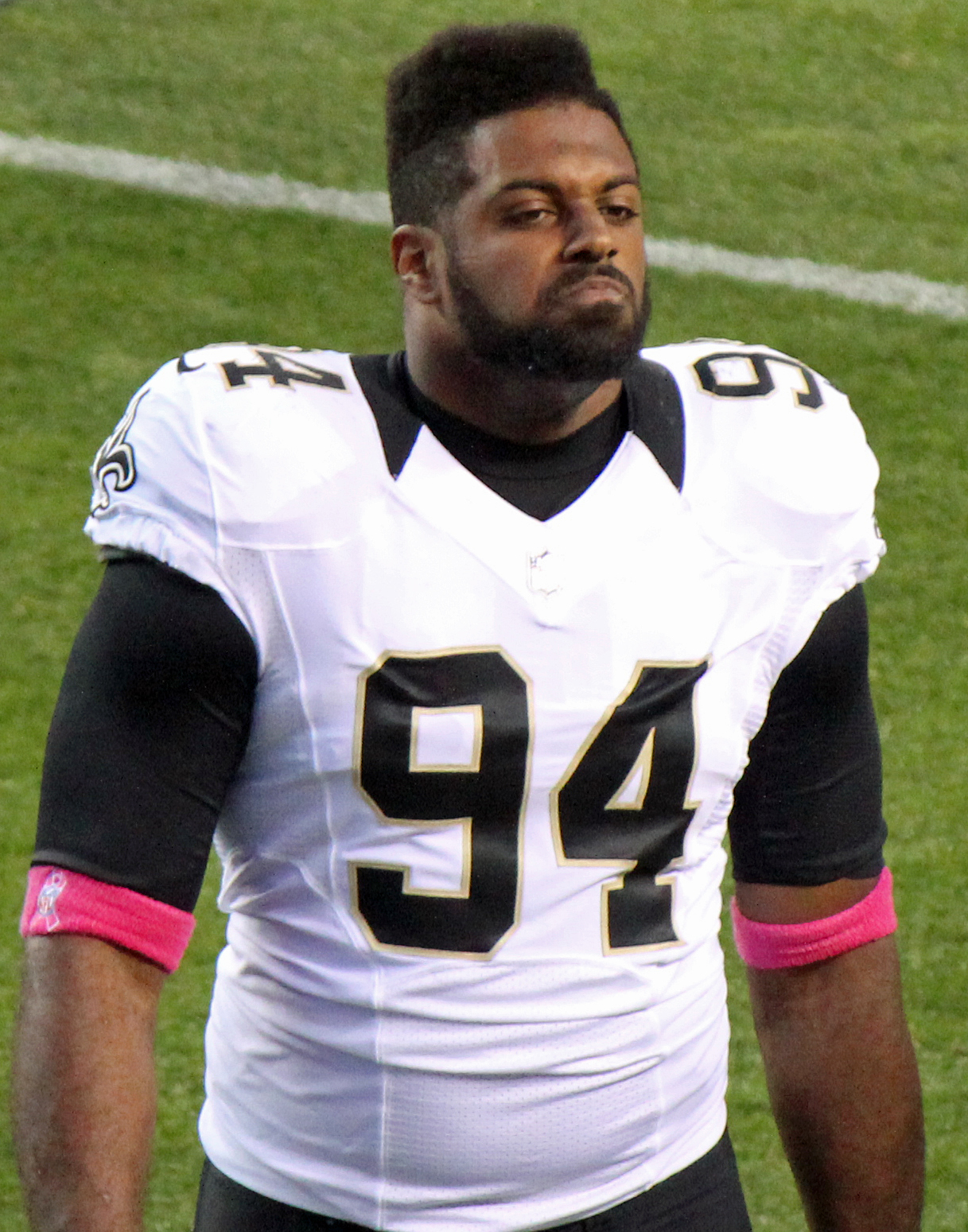
Il defensive end Cameron Jordan

Il 4 gennaio 2014, i Saints vinsero la prima gara di playoff in trasferta della storia della franchigia, superando gli Eagles per 26-24 nel turno delle wild card. La domenica successiva i Seahawks futuri vincitori del Super Bowl XLVIII si confermarono la bestia nera dei Saints eliminandoli dalla post-season nella sfida del CenturyLink Field.

### 2014
Il 2014 non fu un'annata memorabile per Saints. Malgrado l'avere il secondo attacco complessivo della lega, terminarono con un bilancio di 7–9, a causa principalmente di una difesa che dopo l'exploit dell'anno precedente si classificò al penultimo posto della NFL. La squadra fu eliminata dalla lotta per i playoff nella penultima partita dopo una sconfitta per 30-14 contro gli Atlanta Falcons rivali di division.

### 2015
Il primo giorno di apertura del mercato primaverile 2015, a sorpresa i Saints scambiarono Jimmy Graham, uno dei migliori tight end della lega, coi Seattle Seahawks per una scelta del primo giro (la 31ª assoluta) del Draft 2015 e il centro All-Pro Max Unger. La stagione si rivelò comunque da dimenticare per la squadra, che terminò con un record di 7–9, in gran parte a causa, ancora una volta, di una delle peggiori difese della lega, che concesse un record NFL negativo di 45 passaggi da touchdown agli avversari.

### 2016
I Saints, nella loro cinquantesima stagione, malgrado l'avere uno dei migliori attacchi della lega, terminarono con un bilancio di 7-9 per il terzo anno consecutivo. Drew Brees lanciò oltre 5.000 yard per la quinta volta in carriera. Brandin Cooks e Michael Thomas, scelto come 47º assoluto nel Draft 2016, ricevettero entrambi oltre mille yard e il running back Mark Ingram superò le mille yard corse per la prima volta in carriera.

### 2017
Nel 2017 i Saints fecero ritorno ai playoff dopo tre stagioni, vincendo la propria division con un bilancio di 11-5. Di particolare importanza furono gli innesti dei debuttanti Alvin Kamara, un running back premiato come rookie offensivo dell'anno, e Marshon Lattimore, cornerback premiato come rookie difensivo dell'anno. Nel primo turno di playoff New Orleans vinse in casa contro i Carolina Panthers. Nel turno successivo volò a Minneapolis per affrontare i Vikings. In vantaggio a pochi secondi dal termine, i Saints concessero un touchdown negli ultimi istanti, venendo eliminati in una gara divenuta nota come Minneapolis Miracle.